# Brev (bok)
Brev är en bok från 1972 av Maja Ekelöf och Tony Rosendahl. Boken innehåller brevväxlingen mellan Ekelöf och ekobrottslingen Tony Rosendahl som vid den tiden satt i fängelse. Ekelöf och Rosendahl diskuterar bland annat sin misstro mot kapitalismen och sin politiska radikalism men även vardagliga ting.

## Utgåva
- Ekelöf, Maja; Rosendahl, Tony (1972). Brev. Stockholm: Rabén & Sjögren. Libris 7233998. ISBN 91-29-49196-7